# Моленна

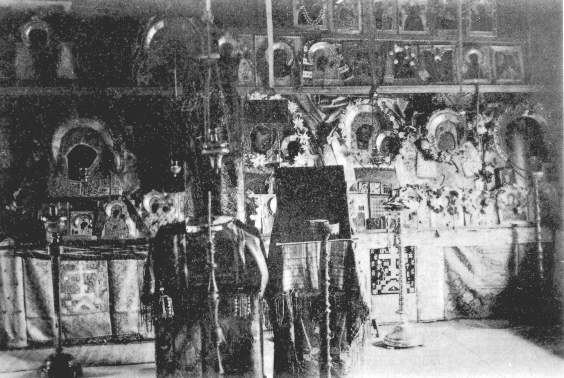
Моленна в Оленівському скиті
(фотографія кінця XIX століття)

Моленна — приміщення для здійснення богослужіння (особливо у старообрядців безпоповців), домашня церква. У царських хоромах моленна також називалася — Хрестова кімната.
Не має вівтаря і не призначена для здійснення літургії. У моленних зазвичай читали часи, а також здійснювали святкові богослужіння і деякі з церковних таїнств. Богослужіння в моленних проводяться як священнослужителями, так і мирянами (в обсязі дозволеному церковним статутом).
Може розташовуватися в окремому будинку, що має вигляд каплиці, а також і як окрема кімната в будинку.

## Облаштування моленн
Одна стіна моленн цілком зайнята іконостасом в кілька ярусів. Основою такого домашнього іконостасу були ікони Спасителя, Богородиці та Івана Хрестителя. У нижньому ряду іконостасу розміщувалися ікони «на поклоні», або «місцеві». Такі ікони встановлювалися в спеціальних місцях, звідки і назва місцеві. У нижній ряд ставилися ікони особливо шановані господарем будинку: ікони тезоіменних ангелів і святих, благословенні ікони від батьків і родичів, ковчежці зі святими мощами тощо. Місцеві ікони прикрашалися окладами і привесами: хрестами, сережками, кільцями, монетами та іншими прикрасами.
У Хрестовій кімнаті збиралася духовна історія господаря будинку; починаючи з хреста-тільника, отриманого при хрещенні. Поступово такі предмети накопичувалися, і для їх зберігання потрібна була окрема кімната. У цих кімнатах також зберігалися свічки, запалені від святого вогню, свята вода, чудотворні монастирські меди, мирри, ливан, змирно, ладан тощо.
У Кремлі на Казенному дворі наприклад була Образна палата, в якій зберігалося все, що не містилося в Хрестових кімнатах царів, цариць і їхніх дітей. Наприкінці царювання Олексія Михайловича в образній палаті зберігалося 8200 ікон, кімнатні золоті хрести, складні, ковчежці, коробочки й безліч інших предметів.
На інших стінах кімнати молінь розміщувалися ікони в малих іконостасцях і кіотах. Перед іконами горіли лампади. Перед іконостасом стояли аналої для читання книг, як богослужбових, так і творів Отців Церкви. При молебних поклонах вживали поклонні лавки, або поклонні колодочки. У Хрестовій кімнаті зберігалися чотки та лестовка.
У царських Хрестових кімнатах на царському жалуванні служили хрестові попи, або хрестові дяки. Вони, змінюючись, читали, конархалі, на клиросі співали. Це називалося «служити біля хрестів».